# Waulkmill Glen Reservoir
Das Waulkmill Glen Reservoir ist ein Stausee in der schottischen Council Area East Renfrewshire. Mit Newton Mearns im Osten, Barrhead im Westen und den südlichen Ausläufern Glasgows im Norden befindet er sich im Dreieck dreier Städte. Die M77 passiert den See im Osten. Im Jahre 2008 wurde das Waulkmill Glen Reservoir in die schottischen Denkmallisten in die höchste Kategorie A aufgenommen.

## See
Bei maximaler Befüllung besitzt das Waulkmill Glen Reservoir eine Oberfläche von etwa 0,19 km² und vermag rund 1.034.000 m³ Wasser aufzunehmen. Der 90 m über dem Meeresspiegel liegende See ist maximal 710 m lang und 400 m breit.

## Bauwerk
Der Stausee wurde in den Jahren 1847 und 1848 gebaut. Zusammen mit den benachbarten Stauseen Ryat Linn Reservoir, Balgray Reservoir und Littleton Reservoir sollte das Waulkmill Glen Reservoir die Wasserversorgung der südlichen Stadtteile Glasgows gewährleisten. Zufluss war einst der Brock Burn, der an allen Seen vorbeigeführt wurde und über jeweilige Schleusen abgezweigt werden konnte. Heute ist das Waulkmill Glen Reservoir nicht mehr direkt mit dem Brock Burn verbunden und wird über das südlich gelegene Ryat Linn Reservoir befüllt.
In einem oktogonalen, in Westufernähe befindlichen Turm ist der Abfluss des Sees eingerichtet. Hierbei handelt es sich möglicherweise um die älteste Konstruktion dieser Art in Schottland. Der im italienischen Stil aus Sandstein gebaute Turm besitzt längliche Bogenfenster und schließt mit einem schiefergedeckten Zeltdach ab. Er ist über eine Fußgängerbrücke mit dem Ufer verbunden. Von dem Turm aus fließt das Wasser unter dem Damm hindurch in Ausgleichsbecken und wird über Filteranlagen in das Rohsystem zur Wasserversorgung eingespeist. Neben weiteren Außengebäuden ist in den Denkmallisten explizit der künstliche Dammabschnitt im Nordosten des Sees erwähnt. Dieser ist etwa 180 m lang und besteht aus steinverstärkter Erde, die mit Ton versiegelt wurde. Er ist etwa 19 Meter hoch und an der Krone vier Meter breit.